# Les Distractions
Pour plus de détails, voir Fiche technique et Distribution.
Les Distractions est un film franco-italien réalisé par Jacques Dupont et sorti en 1960.

## Synopsis
Paul, reporter-photographe, se « distrait » dans la vie, avec son travail, sa voiture, les filles qu'il rencontre, et enfin avec les bibelots charmants et insolites qui se trouvent réunis dans son appartement. il se distrait ainsi, jusqu'au jour où il est requis pour venir photographier un malfaiteur, qui vient de tuer un agent.
L'homme s'est échappé entre-temps, mais le passeport qu'il a perdu révèle à Paul qu'il s'agit de son ami Laurent, qui, il y a peu de temps, parachutiste comme lui, lui sauva la vie.
Paul parvient à retrouver Laurent, le recueille chez lui et le cache. Pour plus de sûreté, il l'amène ensuite en banlieue chez Dany, une amie à lui. Un coup de téléphone mal interprété fait croire à Laurent que Paul a cessé de s'occuper de lui, il s'enfuit de chez Dany et vit quelque temps dans les bois.
Pendant ce temps à paris, Paul a découvert l'amour que Véra lui porte. Il s'aperçoit que lui aussi l'aime, lorsqu'elle essaie de se suicider à cause de lui ; en même temps il comprend qu'il aurait pu davantage aider son ami, que les autres ont besoin de lui, et que le temps des distractions est fini. Il rompt avec une maîtresse de rencontre.
Sur ces entrefaites, la police a fini par savoir l'aide que Paul a apportée à Laurent. Celui-ci, traqué dans les bois, refuse de se rendre. Paul essaie de persuader son ami, et il croit avoir réussi au moment où celui-ci se suicide.

## Fiche technique
Sauf indication contraire, les informations mentionnées dans cette section peuvent être confirmées par la base de données cinématographiques Unifrance,  présente dans la section « Liens externes ».
- Titre original français : Les Distractions[1]
- Titre italien : Le distrazioni[1]
- Réalisation : Jacques Dupont
- Scénaristes : Jean Bassan, Roger Ribadeau-Dumas et Jacques Dupont, d'après le roman Les distractions de Jean Bassan[2]
- Dialogue : Jean Bassan
- Photographie : Jean-Jacques Rochut et Michel Flour
- Opérateur : Marcel Dolé
- Musique : Richard Cornu
- Montage : Pierre Gillette
- Son : Raymond Gauguier
- Maquillage : Marcel Bordenave
- Producteurs : Roger Ribadeau-Dumas, Robert Chabert, Lucien Masson
- Production : Société Française de Cinématographie (Paris), France Cinéma Productions (Paris), CEI-Incom (Rome)
- Distribution : CFDC
- Pays de production :  France -  Italie
- Langue originale : français
- Format : Noir et blanc - 1,66:1 - Son mono - 35 mm
- Genre : Comédie dramatique
- Durée : 100 minutes
- Dates de sortie[3] : 
  - Italie : août 1960 (Mostra de Venise 1960) ; 16 décembre 1960 (sortie nationale)
  - Allemagne de l'Ouest : 21 octobre 1960
  - France : 4 novembre 1960[1]
- Affiche : Jean Mascii (France)

## Distribution
- Jean-Paul Belmondo : Paul Frapier, reporter-photographe frivole que les circonstances vont faire mûrir
- Alexandra Stewart : Véra, jeune femme qui tombe sincèrement amoureuse de Paul
- Claude Brasseur : Laurent Porte, ami de Paul qui lui a sauvé la vie, actuellement recherché par la police
- Sylva Koscina : Arabelle, cover-girl
- Eva Damien : Dany, amie de Paul, chez laquelle il cache Laurent
- Sady Rebbot : photographe de mode
- Corrado Guarducci : ami d'Arabelle
- Linda Sini : concierge
- Jacques Jouanneau : Maxime
- Yves Brainville : le commissaire de police
- Mireille Darc : Maïa
- Georges Hubert
- Raymond Pélissier
- Louisette Rousseau
- Yves Buscail
- Marcel Gassouk : une personne au cocktail
- Renée Duchateau
- Noémié Bar-Or : la chanteuse
- Arik Bar-Or : le chanteur
- Virgine Merlin
- Claude Chabrol : lui-même, invité à la soirée (non crédité)
- Annette Stroyberg : elle-même, invitée à la soirée (non créditée)
- Michel Beaune : un ami de Frapier  (non crédité)
- Philippe Rouleau : un ami de Frapier  (non crédité)